# Llista de topònims de Vilamacolum
Llista de topònims (noms propis de lloc) del municipi de Vilamacolum, a l'Alt Empordà
Informació actualitzada per un bot. Els canvis manuals es perdran quan s'actualitzi!

## casa
| imatge | Nom       | Ubicat a    | instància de | Detalls                        | coordenades                                                                               | Protecció                                  | Commons (més fotos) | Dades a WD                    |
| ------ | --------- | ----------- | ------------ | ------------------------------ | ----------------------------------------------------------------------------------------- | ------------------------------------------ | ------------------- | ----------------------------- |
|        | Can Geli  | Vilamacolum | casa         | Estil: arquitectura modernista | 42° 11′ 48″ N, 3° 03′ 23″ E / 42.1967°N,3.0564°E ca:Plaça Catalunya                       | bé integrant del patrimoni cultural català |                     | Modifica les dades a Wikidata |
|        | Can Selmo | Vilamacolum | casa         |                                | 42° 11′ 49″ N, 3° 03′ 25″ E / 42.197075°N,3.056984°E ca:Carrer Tramuntana / Carrer Closes | bé integrant del patrimoni cultural català |                     | Modifica les dades a Wikidata |

## granja
| imatge | Nom          | Ubicat a    | instància de | Detalls | coordenades                                                         | Protecció | Commons (més fotos) | Dades a WD                    |
| ------ | ------------ | ----------- | ------------ | ------- | ------------------------------------------------------------------- | --------- | ------------------- | ----------------------------- |
|        | Granja Font  | Vilamacolum | granja       |         | 42° 11′ 33″ N, 3° 02′ 54″ E / 42.192493104011°N,3.04825139798269°E  |           |                     | Modifica les dades a Wikidata |
|        | Granja Gran  | Vilamacolum | granja       |         | 42° 11′ 31″ N, 3° 03′ 45″ E / 42.1920179249464°N,3.06244536710837°E |           |                     | Modifica les dades a Wikidata |
|        | Granja Serra | Vilamacolum | granja       |         | 42° 11′ 24″ N, 3° 03′ 47″ E / 42.1900541869705°N,3.06308530816389°E |           |                     | Modifica les dades a Wikidata |

## masia
| imatge | Nom                | Ubicat a    | instància de | Detalls                                  | coordenades                                                                  | Protecció                                  | Commons (més fotos) | Dades a WD                    |
| ------ | ------------------ | ----------- | ------------ | ---------------------------------------- | ---------------------------------------------------------------------------- | ------------------------------------------ | ------------------- | ----------------------------- |
|        | Ca n'Agustí Dalmau | Vilamacolum | masia        |                                          | 42° 12′ 00″ N, 3° 03′ 30″ E / 42.20010028°N,3.05830556°E                     |                                            |                     | Modifica les dades a Wikidata |
|        | Can Granés         | Vilamacolum | masia        | Estil: arquitectura popular 15th century | 42° 11′ 48″ N, 3° 03′ 26″ E / 42.196666°N,3.057183°E ca:C. de les Closes s/n | bé integrant del patrimoni cultural català |                     | Modifica les dades a Wikidata |
|        | Can Martinot       | Vilamacolum | masia        |                                          | 42° 11′ 52″ N, 3° 03′ 26″ E / 42.197784685317°N,3.05729120256768°E           |                                            |                     | Modifica les dades a Wikidata |
|        | Can Tet            | Vilamacolum | masia        | Estil: arquitectura gòtica               | 42° 11′ 47″ N, 3° 03′ 23″ E / 42.1964°N,3.05635°E ca:Carrer de l'Om          | bé integrant del patrimoni cultural català |                     | Modifica les dades a Wikidata |
|        | Can Torrecabota    | Vilamacolum | masia        |                                          | 42° 12′ 13″ N, 3° 03′ 25″ E / 42.20363889°N,3.05689167°E                     |                                            |                     | Modifica les dades a Wikidata |
|        | Mas Rovira         | Vilamacolum | masia        |                                          | 42° 11′ 31″ N, 3° 02′ 57″ E / 42.19188056°N,3.04926389°E                     |                                            |                     | Modifica les dades a Wikidata |

## Misc
| imatge | Nom                              | Ubicat a    | instància de                                                                   | Detalls                                                       | coordenades                                                                                  | Protecció                                            | Commons (més fotos)        | Dades a WD                    |
| ------ | -------------------------------- | ----------- | ------------------------------------------------------------------------------ | ------------------------------------------------------------- | -------------------------------------------------------------------------------------------- | ---------------------------------------------------- | -------------------------- | ----------------------------- |
|        | Santa Maria de Vilamacolum       | Vilamacolum | església                                                                       | Estil: arquitectura romànica arquitectura gòtica 12nd century | 42° 11′ 42″ N, 3° 03′ 30″ E / 42.195°N,3.05832°E ca:Carrer de l'Església, Vilamacolum 7 msnm | bé d'interès cultural bé cultural d'interès nacional | Santa Maria de Vilamacolum | Modifica les dades a Wikidata |
|        | Vilamacolum                      | Vilamacolum | entitat singular de població ens local històric de Catalunya capital municipal | 373 hab                                                       | 42° 11′ 46″ N, 3° 03′ 24″ E / 42.19618°N,3.05662°E 5 msnm                                    |                                                      |                            | Modifica les dades a Wikidata |
|        | casa consistorial de Vilamacolum | Vilamacolum | casa consistorial                                                              |                                                               | 42° 11′ 47″ N, 3° 03′ 25″ E / 42.1963181°N,3.0570374°E                                       |                                                      |                            | Modifica les dades a Wikidata |